# Borutta (Sardinien)
Borutta (sardisch: Boruta) ist eine italienische Gemeinde (comune) mit 242 Einwohnern (Stand 31. Dezember 2023) in der Metropolitanstadt Sassari auf Sardinien. Die Gemeinde liegt im Norden der Insel und etwa 27,5 Kilometer südöstlich von Sassari. Die Nachbargemeinden sind Bessude, Bonnanaro, Cheremule, Thiesi und Torralba.

## Geschichte
Die Grotta sa Rocca Ulari war um 3500 vor Christus von Menschen (die Ozieri-Kultur) bewohnt worden. Der Kathedralbau San Pietro di Sorres war im 12. und 13. Jahrhundert für das bis 1505 bestehende Bistum Sorres errichtet worden und gehört zu einer Klosteranlage oberhalb des heutigen Dorfes. Heute handelt es sich bei der Diözese Sorres um ein Titularbistum.